# Île fantôme
Ne doit pas être confondu avec Île imaginaire.
Une île fantôme est une île dont l'existence, admise et mentionnée sur des cartes pendant un certain temps (parfois des siècles), est ensuite retirée de celles-ci parce qu'il est prouvé qu'elle n'existe pas. Il peut aussi s'agir d'un lieu purement légendaire.

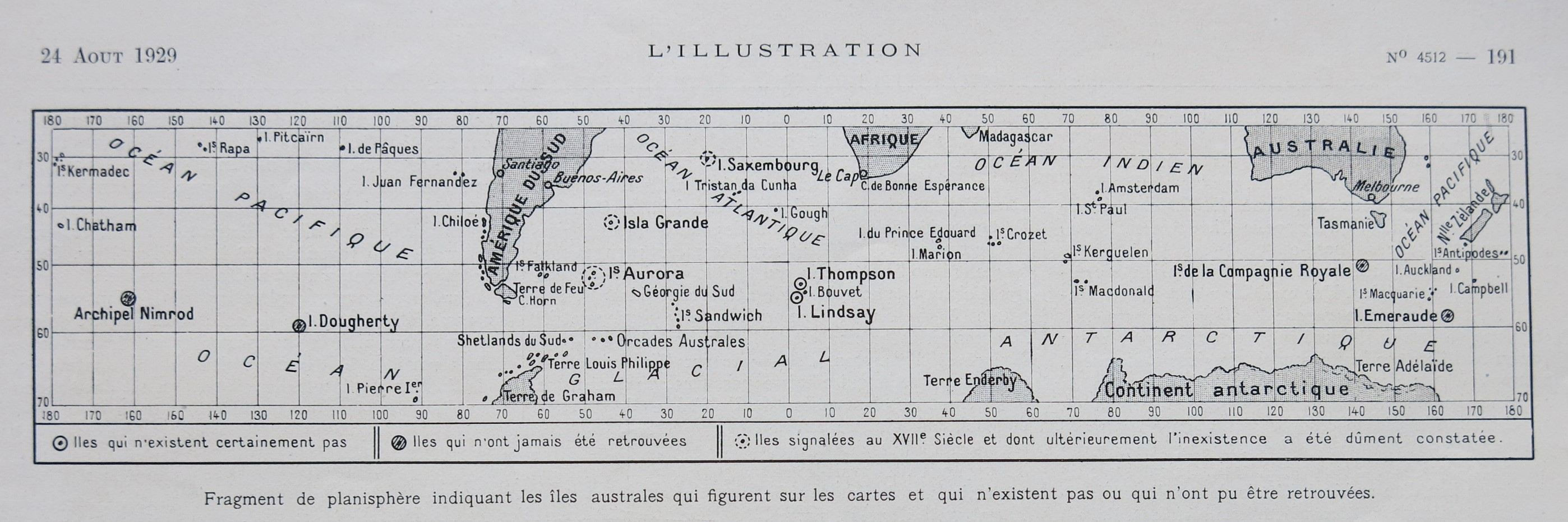
Carte montrant des îles fantômes sur une carte de 1929.

## Origine
Les origines de l'apparition d'une île fantôme sur les cartes peuvent être multiples. On peut citer :
- La confusion avec d'autres îles bien réelles. Par exemple, l'île Pepys est apparue à la suite d'une mauvaise identification des îles Malouines.
- Une connaissance incomplète de la géographie du lieu : la Corée fut considérée comme une île avant qu'on ne découvre qu'elle est reliée à l'Asie.
- Une mauvaise pérennité de la découverte dans le temps : Thulé a peut-être été découverte au IVe siècle av. J.-C. et a ensuite été perdue ; elle fut par la suite à nouveau identifiée par les explorateurs et les géographes aux Shetland, à l'Islande et à la Scandinavie, plus précisément comme étant l'Hålogaland qui est la partie la plus septentrionale de la Norvège.
- Une ancienne île ou un banc de sable engloutis par les flots.
- Une île volcanique apparaissant ou disparaissant, telle dans les champs Phlégréens de la mer de Sicile.
- Une île flottante ou un iceberg qui s'est déplacé ou qui a été englouti.
- Un endroit qui n'a purement et simplement jamais existé.

## Liste
- Antillia
- Îles Aurora
- Avalon
- Bacalao
- Baltia
- Île de Bermeja
- Bouïane
- Terre de Bradley
- Île du Brésil
- Île Buss
- Île de Californie
- Îles Cassitérides
- Île Colunas
- Îles de la Compagnie Royale
- Terre de Davis
- Île des Démons
- Dougherty
- Drogeo
- Île Emerald
- Récif Ernest Legouvé
- Estotiland
- Frisland
- Île Ganges
- Grande-Irlande (Hvitramannaland)
- Groclant
- Île Jacquet
- Los Jardines
- Juan de Lisboa
- Récif Jupiter
- Lomea (en)
- Île de Mam
- Maria Laxara (en)
- Récif Maria-Theresa
- Mayda
- Île Morrell
- Îles Nimrod
- Nouveau-Groenland méridional
- Île Pepys
- Îles Phélipeaux et Pontchartrain
- Île Philippaux
- Île Podesta
- Royllo (en)
- Rupes Nigra
- Île de Sable
- Île de Saint-Brendan
- Île Saint-Mathieu
- Terre de Sannikov
- Sarah Ann
- Satanzes (en)
- Saxemberg
- Récif Schjetman
- Île Tabor
- Taprobana
- Îles Terra Nova
- Île Thompson
- Thulé
- Tuanaki
- Île Victoria
- Récif Wachusett
- Île de Sable
- Île Saint Jacques